# روبرت هنري أندرسون
روبرت هنري أندرسون (بالإنجليزية: Robert Henry Anderson)‏ هو عالم نبات أسترالي، ولد في 1899 في كوما في أستراليا، وتوفي في 1969.